# Dialetto livinallese
Il livinallese (fodom) è un dialetto della lingua ladina appartenente al gruppo reto-romanzo della famiglia delle lingue indoeuropee, parlato nei comuni di Livinallongo del Col di Lana e Colle Santa Lucia della provincia di Belluno.

## Esempio
Un estratto del Padre Nostro:
Pere nost che t'es sun paradisc,
benedët l'é el tuo inom,
resta con nos,
che sarà fat ci che te vos
sun ciel e su la tièra.